# レイクハースト (ニュージャージー州)
レイクハースト（英: Lakehurst）は、アメリカ合衆国ニュージャージー州のオーシャン郡にある町（ボロ）。人口は2,637人（2020年）。ニューヨーク都市圏に含まれる。
レイクハーストは1921年4月7日のニュージャージー州議会の法によりボロとして法人化された。これは1921年5月24日に実施された住民投票の結果に基づき、マンチェスター・タウンシップから分離したものだった。

## 地理
レイクハーストは北緯40度00分47秒 西経74度19分13秒 / 北緯40.013119度 西経74.320356度 (40.013119,-74.320356)に位置している。
アメリカ合衆国国勢調査局に拠れば、市域全面積は1.008平方マイル (2.610 km2)であり、このうち陸地0.915平方マイル (2.370 km2)、水域は0.093平方マイル (0.240 km2)で水域率は9.20%である。
町にあるホリコン湖は1942年に、公共事業促進局がトムズ川のハリケーンとブラックス各支流にホリコンダムを建設することで造られた人造湖である。

### 気候
レイクハーストの気候は暑く湿気た夏と、概して温暖から冷涼な冬が特徴である。ケッペンの気候区分では温暖湿潤気候、略号は "Cfa" となる。

## 歴史
レイクハーストの町が最初に国際的名声を得たのは、20世紀への変わり目にリゾートとしてだった。1898年にパイツリー・インが開業していた。1911年町にあったロープ工場が火災になり、消防団が結成されることになった。

### ヒンデンブルク号爆発事故
ドイツのフランクフルト・アム・マインを出発したツェッペリン飛行船ヒンデンブルクが、1937年5月6日、レイクハースト海軍飛行場で爆発・炎上する事故が起こった。

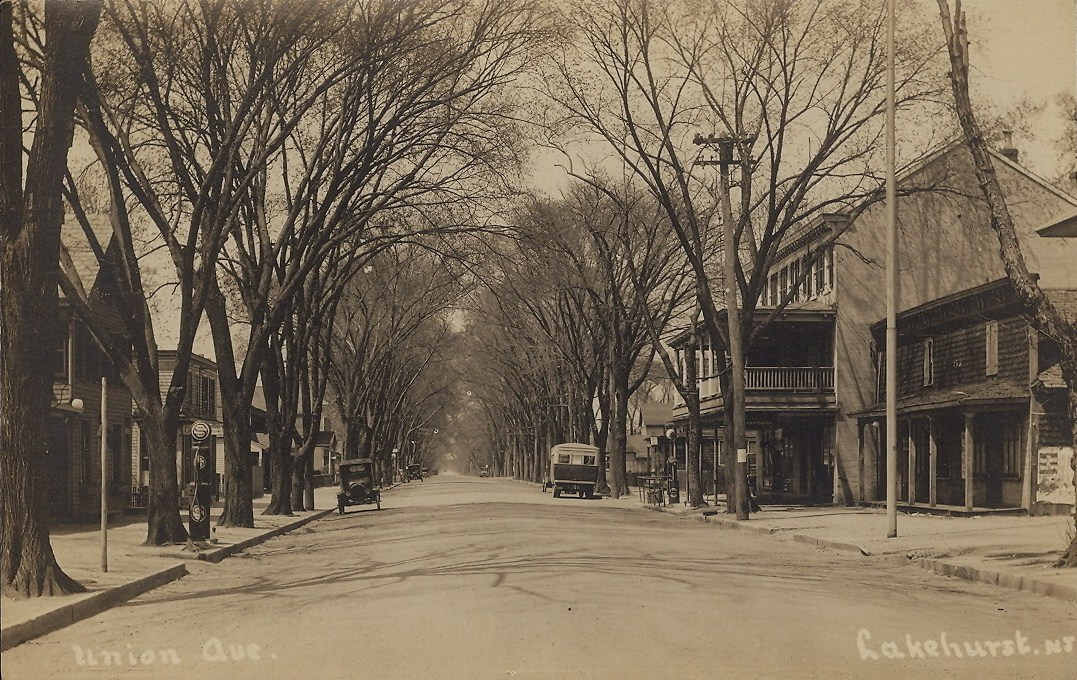
ユニオン・アベニュー（1910年頃）

## 人口動態

### 2010年国勢調査
以下は2010年の国勢調査による人口統計データである。
| 基礎データ - 人口: 2,654 人 - 世帯数: 881世帯 - 家族数: 662家族 - 人口密度: 1,120.0人/km2（2,900.8 人/mi2） - 住居数: 943 軒 - 住居密度: 398.0軒/km2（1,030.7 軒/mi2） 人種別人口構成 - 白人: 77.24% - アフリカン・アメリカン: 10.81% - ネイティブ・アメリカン: 0.64% - アジア人: 2.11% - 太平洋諸島系: 0.23% - その他の人種: 3.65% - 混血: 5.31% - ヒスパニック・ラテン系: 13.07% | 年齢別人口構成 - 18歳未満: 28.4% - 18-24歳: 10.1% - 25-44歳: 29.4% - 45-64歳: 25.2% - 65歳以上: 7.0% - 年齢の中央値: 32歳 - 性比（女性100人あたり男性の人口） - 総人口: 105.4 - 18歳以上: 97.8 世帯と家族（対世帯数） - 18歳未満の子供がいる: 36.8% - 結婚・同居している夫婦: 50.7% - 未婚・離婚・死別女性が世帯主: 16.7% - 非家族世帯: 24.9% - 単身世帯: 18.5% - 65歳以上の老人1人暮らし: 4.2% - 平均構成人数 - 世帯: 3.01人 - 家族: 3.43人 | 収入と家計（2006年から2010年のアメリカン・コミュニティ・サーベイ統計） - 収入の中央値 - 世帯: 67,872米ドル - 家族: 67,838米ドル - 性別 - 男性: 44,844米ドル - 女性: 34,950米ドル - 人口1人あたり収入: 27,171米ドル - 貧困線以下 - 対人口: 3.7% - 対家族数: 2.1% - 18歳未満: 0.0% - 65歳以上: 9.4% |

### 2000年国勢調査
以下は2000年の国勢調査による人口統計データである。
| 基礎データ - 人口: 2,522人 - 世帯数: 870 世帯 - 家族数: 662 家族 - 人口密度: 1,058.4人/km2（2,733.9 人/mi2） - 住居数: 961 軒 - 住居密度: 403.3軒/km2（1,041.7 軒/mi2） 人種別人口構成 - 白人: 84.22% - アフリカン・アメリカン: 7.85% - ネイティブ・アメリカン: 0.63% - アジア人: 2.34% - 太平洋諸島系: 0.08% - その他の人種: 2.74% - 混血: 2.14% - ヒスパニック・ラテン系: 7.97% | 年齢別人口構成 - 18歳未満: 30.6% - 18-24歳: 8.0% - 25-44歳: 34.1% - 45-64歳: 19.4% - 65歳以上: 8.0% - 年齢の中央値: 32歳 - 性比（女性100人あたり男性の人口） - 総人口: 106.6 - 18歳以上: 100.3 世帯と家族（対世帯数） - 18歳未満の子供がいる: 41.4% - 結婚・同居している夫婦: 57.5% - 未婚・離婚・死別女性が世帯主: 13.4% - 非家族世帯: 23.9% - 単身世帯: 19.8% - 65歳以上の老人1人暮らし: 6.6% - 平均構成人数 - 世帯: 2.90人 - 家族: 3.33人 | 収入と家計 - 収入の中央値 - 世帯: 43,567米ドル - 家族: 48,833米ドル - 性別 - 男性: 35,403米ドル - 女性: 26,667米ドル - 人口1人あたり収入: 18,390米ドル - 貧困線以下 - 対人口: 7.1% - 対家族数: 4.4% - 18歳未満: 7.6% - 65歳以上: 2.5% |

## 政治

### ボロの政府
レイクハーストはニュージャージー州の自治体の中で「ボロ」の形態で統治されている。1人のボロ長と6人の委員で構成されるボロ委員会があり、全てボロ全体を選挙区に選ばれている。ボロ長は有権者から直接選挙で選ばれ、任期は4年間である。ボロ委員の任期は3年間であり、毎年2人ずつが改選される。

### 連邦政府、州、郡の機関
レイクハーストはアメリカ合衆国下院ニュージャージー州第4選挙区に属している。州議会では第10選挙区に入っている。2010年国勢調査の結果を受けて、2011年に選挙区の調整が行われた結果が上記のとおりであり、それ以前はアメリカ合衆国下院ニュージャージー州第9選挙区に属していた。
オーシャン郡は5人の委員で構成される郡政委員会が統治している（ニュージャージー州では "Board of Chosen Freeholders" と呼ばれる）。郡全体を選挙区に選出される。任期は3年間である。毎年1人ないし2人が改選される。毎年1月の会合で支配人と副支配人を互選する。

### 選挙の動向
2011年3月23日時点で、レイクハーストには有権者が1,373 人登録されており、その内254 人（18.5%）は民主党、295 人（21.5%）は共和党、823 人（59.9%）は無党派だった。他の政党で登録したのは1人のみだった。2010年国勢調査の中で、人口の51.7%が有権者登録しており、18歳以上の場合は72.2%だった。
2008年アメリカ合衆国大統領選挙では、共和党のジョン・マケインは459票、49.5%、民主党のバラク・オバマが443票、47.7%を獲得し、その他の候補が16票、1.7%だった。登録有権者数は1,521 人、総投票数928、投票率は61.0%だった。
2004年では、共和党のジョージ・W・ブッシュが518票、58.8%を得て、民主党のジョン・ケリーの351票、39.8%を上回った。その他の候補は12票、0.8%、登録有権者数は1,427 人、投票数881 票、投票率は61.7% だった。
2009年ニュージャージー州知事選挙では、共和党のクリス・クリスティの371票、65.0%、民主党のジョン・コーザインが145票、25.4%、独立系のクリス・ダゲットが42票、7.4%、その他の候補者hが6票、1.1%だった。登録有権者数は1,469 人、投票数571票、投票率は38.9%だった。

## 教育
レイクハースト教育学区は、幼稚園前から8年生までの公共教育を担当している。レイクハースト小学校は2010年から2011年の教育年で児童数436人だった。
9年制から12年生までの生徒はマンチェスター・タウンシップ教育学区との互恵関係のもとに、マンチェスター・タウンシップにあるマンチェスター・タウンシップ高校に入学する。
2012年、レイクハースト教育学区はジャクソン教育学区との互恵関係としてジャクソン・リバティ高校に生徒を送る案を否決した。この案はマンチェスター・タウンシップ高校に通う生徒150人のそれぞれに14,000ドルを払うことに伴う費用を削減することが目指された。しかしジャクソン教育学区に1人あたり11,300ドルを払うとして、年間40万ドルを節減するとしても、生徒の通学費用の方が高く付くことが分かった。

## 交通
ニュージャージー州道70号線が町を通る幹線道であり、州道37号線の西端にあたる。郡道547号線がレイクハースト海軍飛行場の東を並行して走った後で北から入ってくる
元はニュージャージ・セントラル鉄道の南部本線が走っていた。バーネガット支線がレイクハーストからトムズリバーとビーチウッドを通ってバーネガットに通じていた。
現在計画中のニュージャージー・トランジット、モンマス・オーシャン・ミドルセックス線の南端としてレイクハースト駅が検討されている。この線は以前に通っていた線と同じような経路を辿ることになる。

## 著名な出身者
- アベル・キヴィアット（1892年-1991年）、1912年ストックホルムオリンピックの金メダリスト[39]